# Manfred Kusno
Manfred Kusno (* 1951 in der DDR) ist ein deutscher Musiker, Keyboarder und Gitarrist.

## Leben
Manfred Kusno spielte zunächst als Keyboarder in der Rockband Soft, die im Jahr 1972 in Ost-Berlin gegründet wurde. Die bis Mitte der 1980er-Jahre existierende Band um den Sänger Helmar Pekar spielte liedhaften Rock und hatte Rundfunkproduktionen.
Im Jahr 1978 gehörte Kusno gemeinsam mit Tamara Danz, Thomas Fritzsching, Mathias Schramm, Ulrich Mann und Mike Schafmeier zu den Gründungsmitgliedern der Musikgruppe Silly, die sich anfangs noch Familie Silly nannte und sich im Laufe der Jahre zu einer der bedeutendsten Rockbands in der DDR entwickelte. Kusno war der Keyboarder der Band. Im Jahr 1982 verließ er die Band. Danach kehrte er kurzzeitig zu Soft zurück, bevor er zusammen mit dem Gitarristen Carsten Große von dort zu Metropol wechselte.
Kusno war zunächst von 1983 bis zur vorläufigen Trennung im Jahr 1986, dann kurzzeitig im Jahr 2004 und erneut seit 2014 als festes Bandmitglied der Keyboarder und Gitarrist der Band Metropol.